# 노블 워크스
노블 워크스(のーぶる☆わーくす)는 유즈 소프트가 발매하고 제작하는 2010년 작 성인게임이다.

## 줄거리
주인공(후지시마 타쿠미)은 길을 가다가 주인공이랑 닳은 부자집 사내랑 부딪치게 된다. 주인공은 그 사내를 집에서 간호하다가 왠 소녀가 갑자기 쳐들어 와서는 "그림자 무사"제의를 한다. 그러자 주인공은 이걸 받아들여 부자집 사내가 퇴원할때까지 학원생활을 즐기게 된다.

## 등장인물
- 후지시마 타쿠미 : 주인공. 카네모토 슈리의 그림자 무사이다.
- 카네모토 아카리 (cv: 카자네) : 카네모토가의 장녀. 주인공의 고용주.
- 츠키야마 세나 : 아카리의 전속 메이드.
- 쿠노히로 히나타 : 주인공의 후배 사이.
- 나카미츠 마야 : 조직의 아가씨. 친구가 없는걸 고민한다.
- 마사무네 시즈루 : 학원 이사장의 손녀딸.

## 제작진
- 원화 : 코부이치, 무리링